# Thomas Alders
Thomas Alders (auch Aldersen) war ein aus Vlissingen stammender niederländischer Seeoffizier, der im letzten Viertel des 17. Jahrhunderts als Kapitän und dann als Geschwaderkommodore in der kurbrandenburgischen Marine des Großen Kurfürsten Friedrich Wilhelm diente.

## 1680
Im Jahre 1680 war Alders Kapitän der Fregatte Dorothea (32 Kanonen, 100 Mann Besatzung, 40 Seesoldaten), die mit dem Geschwader Claus von Beverns im Ärmelkanal spanischen Schiffen zwecks Kaperung auflauerte (Brandenburgischer Kaperkrieg) und dabei am 18. September vor Ostende die Carolus Secundus (28 Kanonen) überraschte und eroberte. Er geleitete dann, gemeinsam mit Bevern und dessen Fregatte Friedrich Wilhelm, die Carolus Secundus zurück nach Pillau, wo die Ladung der Prise versteigert und das Schiff unter dem neuen Namen Markgraf von Brandenburg in die kurbrandenburgische Flotte eingegliedert wurde. Die Markgraf von Brandenburg wurde mit 50 Kanonen, 50 Seesoldaten und 150 Mann seemännischer Besatzung ausgestattet und war das erste vom Kurfürsten selbst und nicht von Benjamin Raule bewaffnete und ausgestattete kurbrandenburgische Schiff.

## 1681
Durch diesen Erfolg ermuntert, befahl der Kurfürst noch im Herbst 1680, weitere Kaperschiffe loszuschicken, sobald im Frühjahr 1681 das Eis auf der Ostsee getaut war. Demzufolge verließen am 20. April 1681 die drei vergleichsweise kleinen Schiffe Prinzess Marie (16 Kanonen, 70 Mann), Eichhorn (16/70) und Wasserhund (10/30) Pillau unter dem Befehl von Johann Lacher, um im Ärmelkanal und danach im Seegebiet bei Madeira Kaperkrieg gegen die Spanier zu führen.
Als dann Ende Mai die vier restlichen Schiffe – Churprinz, Rother Löwe, Fuchs und Berlin – des im Vorjahr unter Claus von Bevern ausgesandten Geschwaders nach Pillau zurückkehrten, die nach der Kaperung der Carolus Secundus unter Beverns Stellvertreter Cornelis Reers im Golf von Mexiko und in der Karibik mit nur geringem Erfolg nach spanischen Schiffen gesucht hatten, erhielt Alders am 25. Juni den Befehl, mit der Markgraf von Brandenburg, dem nunmehr kampfstärksten Schiff der brandenburgischen Flotte, zum Kaperkrieg gegen Spanien auszulaufen. Dazu sollte er im Ärmelkanal sein Geschwader aus den aus Geheimhaltungsgründen getrennt dorthin segelnden Schiffen zusammenziehen und dann bei Cádiz der aus Amerika erwarteten spanischen Silberflotte auflauern. Unterstellt wurden ihm neben seinem Flaggschiff zunächst die beiden Fregatten Rother Löwe (Kpt. Jakob Raule, 20 Kanonen, 75 Seeleute, 25 Seesoldaten) und Fuchs (Kpt. Martin Ferdinand Fors, 20 Kanonen, 75 Seeleute, 25 Seesoldaten), die sich ihm erst nach dem Durchlaufen der dänischen Gewässer anschlossen. Bei Dünkirchen traf sich Alders’ kleines Geschwader mit Johann Lachers drei Schiffen, von denen er 140 Matrosen und 45 Soldaten zur Vervollständigung seiner eigenen Mannschaften übernahm. Dann segelte er mit allen sechs Schiffen weiter nach Süden, um vor der spanischen Küste auf Beute zu warten.
Am 30. September 1681 sichtete Alders in der Nähe des Kaps St. Vincent eine größere Anzahl Segel. In der Annahme, es handele sich um den erhofften Geleitzug der Silberflotte, griff Alders an. Statt auf schwerfällige und schwer beladene Frachtschiffe stieß er jedoch auf ein Kampfgeschwader von 12 Galeonen und drei Brandern unter dem Befehl des Marqués von Villafiel, dem Generalkapitän von Galicien. Dieser war mit seinem aus Ferrol und Vigo ausgelaufenen Geschwader auf der Suche nach den Brandenburgern, um diese Bedrohung der spanischen Schifffahrt auszuschalten. Es kam zu einem zweistündigen Gefecht, das Alders schließlich angesichts der gegnerischen Übermacht abbrach. Er suchte im portugiesischen Hafen Lagos Zuflucht, wo seine Schiffe im Schutz der portugiesischen Kanonen ihre erlittenen Schäden ausbesserten, während die spanische Silberflotte unbehelligt nach Cádiz einlief. Das brandenburgische Geschwader hatte zehn Tote und dreißig Verwundete zu beklagen. Die Verluste auf spanischer Seite sind nicht bekannt. Es war die erste Seeschlacht eines deutschen Geschwaders auf hoher See.
Da das erhoffte Überraschungsmoment und die Aussicht auf leichte Kapererfolge damit entfallen waren, kehrte Alders mit seinem Geschwader nach Pillau zurück. Da die kurbrandenburgische Marine in diesen Jahren noch keine permanente Einrichtung war, sondern lediglich auf der Grundlage von zeitlich befristeten Verträgen zwischen Kurfürst Friedrich Wilhelm und seinem Marinebeauftragten Benjamin Raule immer wieder neu zusammengestellt und bemannt wurde, scheint Alders danach nicht weiter in brandenburgischen Diensten gestanden zu haben.

## Ehrung
Die deutsche Kriegsmarine benannte im Mai 1943 das zum Räumbootbegleitschiff Alders umgebaute ehemalige Minensuchboot M 126 nach ihm.